# 434. pehotni polk (Wehrmacht)
434. pehotni polk (izvirno nemško Infanterie-Regiment 434) je bil eden izmed pehotnih polkov v sestavi redne nemške kopenske vojske med drugo svetovno vojno.

## Zgodovina
Polk je bil ustanovljen 17. oktobra 1940 kot polk 11. vala na vadbišču Bergen z reorganizacijo delov 17. in 490. pehotnega polka; polk je bil dodeljen 131. pehotni diviziji.
10. maja 1942 je bil v bojih uničen III. bataljon.
15. oktobra istega leta je bil polk preimenovan v 434. grenadirski polk.